# Haminoeidae
Haminoeidae zijn een familie van weekdieren uit de klasse van de Gastropoda (slakken).

## Geslachten
- Aliculastrum Pilsbry, 1896
- Atys Montfort, 1810
- Austrocylichna Burn, 1974
- Bullacta Bergh, 1901
- Cylichnatys Kuroda & Habe, 1952
- Diniatys Iredale, 1936
- Haminoea Turton & Kingston [in Carrington], 1830
- Liloa Pilsbry, 1921
- Limulatys Iredale, 1936
- Mimatys Habe, 1952
- Nipponatys Habe, 1952
- Phanerophthalmus A. Adams, 1850
- Smaragdinella A. Adams, 1848
- Weinkauffia Monterosato, 1884